# Челси Хендлър
Челси Хендлър (на английски: Chelsea Handler) е американска актриса, продуцентка и писателка, авторка на бестселъри в жанровете чиклит и биографичен роман.

## Биография и творчество
Челси Хендлър е родена на 25 февруари 1975 г. в Ливингстън, Ню Джърси, САЩ, в семейството на Маргарета Стокър, домакиня, и Сиймор Хендлър, дилър на употребявани автомобили. Баща ѝ има еврейски корени от Австрия и Полша, а майка ѝ е родена в Германия и е мормон. Най-малка от шестте деца.
След завършване на гимназията, на 19 години, се премества в Лос Анджелис, за да преследва актьорска кариера. Работи като сервитьорка, за да се издържа, докато успее да бъде избрана на някой кастинг. На 21 г. е арестувана за шофиране след употреба на алкохол. Осъдена е на пробация и участие в специален курс. На него изявява своя комедиен талант и се насочва към участие в комедийни клубове. Нейните изяви привличат публиката с остър, безочлив и дори вулгарен език. Постепенно от 2001 г. започва да участва в комедийни телевизионни сериали.
Първата ѝ книга „Моят хоризонтален живот: колекция от свалки за една нощ“ е издадена през 2005 г. В хумористичен стил тя описва разнообразието от сексуални срещи тя е преживяла през целия си живот. Книгата става бестселъри я прави известна. На следваща година тя продуцира собствено хумористично шоу „The Chelsea Handler Show“. Успехът му води до създаването на нейното най-известно рейтингово нощно телевизионно токшоу „Chelsea Lately“ (Челси напоследък) на телевизия „E! Entertainment“, в което тя автор, водещ и продуцент.
Втората ѝ книга „Ало, водка? Обажда се Челси“ от 2008 г. е сборник от хумористични есета и бързо става бестселър. Следващата ѝ книга „Chelsea Chelsea Bang Bang“ става бестселър №1 в списъка на „Ню Йорк Таймс“.
Пише като колумнист на „Космополитън“ и е една от 10-те нови звезди за 2008 г. на „Ентъртеймънт Уикли“. През 2008 г. е удостоена с наградата „Bravo“ за най-добър комик. Чест гост е на „Tonight Show“ с Джей Лено и „Late Show“ с Дейвид Летърман.
Заради красотата и сексапилността си, през 2009 и 2010 г. е класирана след 100-те най-горещи жени на списание „Максим“. През 2010 г. списание „Форбс“ я класира сред 100-те знаменитости на САЩ, а през 2012 г. списание „Тайм“ я включва в списъка на 100-те най-влиятелни личности.
Писателката е известна защитничка на правата на ЛГБТ обществото, за което е удостоена с наградата „Ally for Equality“ (Съюзник за равенство).
Челси Хендлър живее в Лос Анджелис.

## Литературни произведения

### Самостоятелни романи
- My Horizontal Life: A Collection of One-Night Stands (2005)
Моят хоризонтален живот: колекция от свалки за една нощ, изд.:„Екслибрис”, София (2010), прев. Илиян Лолов
- Are You There, Vodka? It's Me, Chelsea (2008)
Ало, водка? Обажда се Челси, изд.:„Екслибрис”, София (2011), прев. Владка Гочева
- Chelsea Chelsea Bang Bang (2010)
- Lies That Chelsea Handler Told Me (2011)
- Uganda Be Kidding Me (2014)
- Life Will Be the Death of Me:... and you too! (2019)

## Филмография

### Като актриса
- 2001 Spy TV – ТВ сериал
- 2001 The Plotters – ТВ филм
- 2002 The Practice – ТВ сериал
- 2002 My Wife and Kids – ТВ сериал
- 2004 The Bernie Mac Show – ТВ сериал
- 2005 Dirty Famous – ТВ филм
- 2005 Totally High – ТВ сериал
- 2006 Inappropriate Boss – ТВ минисериал
- 2006 Cattle Call
- 2006 Reno 911! – ТВ сериал
- 2007 Steam
- 2007 – 2008 In the Motherhood – ТВ сериал
- 2011 Скок-подскок, Hop – ТВ филм с анимация
- 2012 Шпионски свалки, This Means War
- 2012 Are You There, Chelsea? – ТВ сериал
- 2012 Чудесен размер, Fun Size
- 2011-2013 Whitney – ТВ сериал
- 2013 Call Me Crazy: A Five Film – ТВ филм
- 2013 Web Therapy – ТВ сериал
- 2013 Web Therapy – ТВ сериал
- 2014 The Comeback – ТВ сериал
- Will & Grace – ТВ сериал, 1 епизод

### Като автор и сценарист
- 2007 – 2008 Chelsea Lately – история 62 епизода
- 2007 Comedy Central Presents – ТВ сериал, история 1 епизод

### Като продуцент
- 2006 The Chelsea Handler Show – ТВ сериал
- 2007-2014 Chelsea Lately – ТВ сериал, 171 епизода
- 2009 Comedians of Chelsea Lately – ТВ филм
- 2010 Pretty Wild – ТВ сериал, 2 епизода
- 2012 Are You There, Chelsea? – ТВ сериал
- 2012-2013 Love You, Mean It with Whitney Cummings – ТВ сериал, 13 епизода
- 2011-2013 After Lately – ТВ сериал, 24 епизода
- 2013-2014 Hello Ross! – ТВ сериал, 2 епизода
- 2014 Uganda Be Kidding Me Live – ТВ филм
- 2015 The Josh Wolf Show – ТВ сериал, 5 епизода
- 2015 Jen – ТВ филм